# Wagenerstadion
Het Wagenerstadion is een Nederlands veldhockeystadion. De maximale toeschouwerscapaciteit bedraagt 7.600. Het complex is sinds 1980 eigendom van de Koninklijke Nederlandse Hockeybond (KNHB).
Het stadion is gelegen in het Amsterdamse Bos, op grondgebied van de gemeente Amstelveen. Hockeyclub Amsterdam bouwde het naar de toenmalige voorzitter Joop Wagener sr. (1881-1945) genoemde stadion in 1939. Eind zeventiger jaren van de vorige eeuw bleek de oudste hockeyclub van Nederland niet langer in staat het onderhoud voor zijn rekening te nemen en werd het verkocht aan de KNHB. In het contract dat beide partijen destijds opmaakten, heeft de club wel het eerste gebruiksrecht. Sedert 1980 beschikt het stadion over een kunstgrasmat. Tegenwoordig verzorgt de gemeente Amsterdam het onderhoud van het stadion, in opdracht van de KNHB.
Het stadion is met enige regelmaat het decor van een (oefen)interland of een groot internationaal toernooi. Zo werden het WK hockey van 1973 en het EK hockey van 1983 beide in Amstelveen gespeeld. Nederland won in het stadion de Champions Trophy in 2003. Het op een na laatste grote internationale hockeytoernooi in het Wagenerstadion was de strijd om de Champions Trophy voor vrouwen in 2006.  In 2009 is het EK hockey voor dames en heren er gespeeld. De dames wonnen goud, de heren wonnen brons. Ook in augustus 2017 werd het EK voor heren en dames in het stadion gehouden, het stadion heeft hiervoor een flinke verbouwing ondergaan. In juni 2021 werd het EK voor dames en heren voor de vierde keer in het stadion gehouden. 

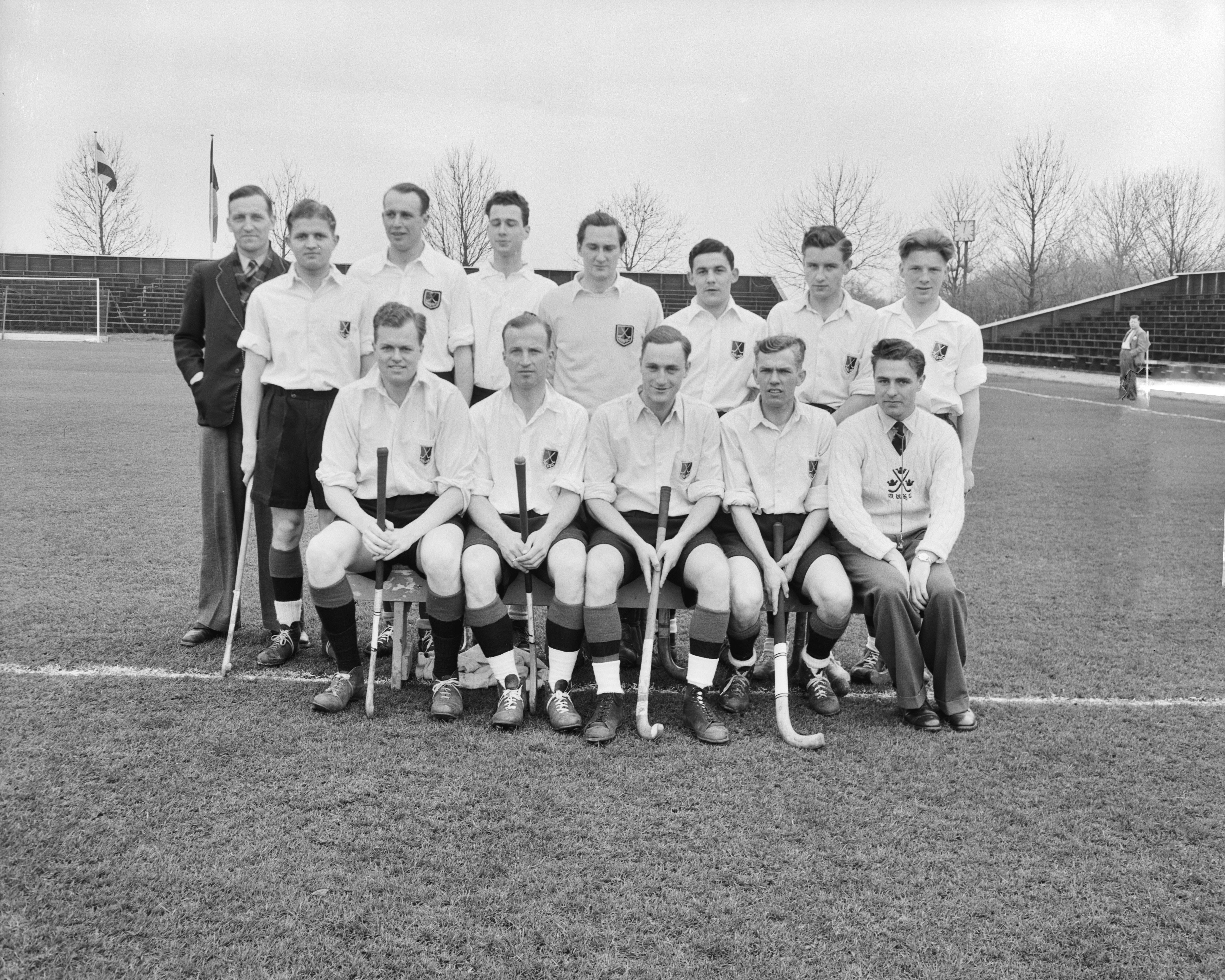
Hockeyclub Amsterdam heren teamfoto in Wagener Stadion 1952.